# Ryan Bader
Ryan DuWayne Bader (Reno, 7 de junho de 1983) é um lutador de artes marciais mistas dos Estados Unidos, duplo-campeão do Bellator.
Ele era um membro do The Ultimate Fighter: Team Nogueira vs. Team Mir. Em 13 de dezembro de 2008, Bader derrotou Vinny Magalhães para ganhar um contrato com o UFC e o título do TUF 8.

## Início da vida
Bader nasceu em Reno, Nevada. Bader entrou artes marciais mistas, após uma carreira de sucesso no wrestling amador. No ensino médio (Robert McQueen High School), ganhou dois campeonatos estaduais, sendo classificado como alto quarto no país para a luta. Na ASU, Bader foi colegas de faculdade com o campeão dos pesados do UFC Cain Velasquez e CB Dollaway. Enquanto freqüentava a Universidade Estadual do Arizona, Bader foi um tricampeão PAC-10 ganhar títulos em 2003, 2004 e 2006. Ele começou a treinar no Arizona Esportes de Combate no início de 2007.

## Ultimate Fighting Championship
Ryan Bader da carreira no UFC começou como um concorrente na  8 ª temporada da The Ultimate Fighter. Bader, o primeiro dos meio-pesados selecionados pelo treinador Antonio Rodrigo Nogueira, passou a ganhar seus primeiros 3 lutas no show de lutar com  Vinicius Magalhães em 13 de dezembro de 2008,  The Ultimate Fighter 8 Finale. No final, Bader derrotou Magalhães por meio de uma rápida, nocaute no primeiro round, ganhando o título de "The Ultimate Fighter" e ganhou o tradicional "contrato seis dígitos com o UFC". 
Próxima luta Ryan Bader estava em UFC Fight Night 18 contra Carmelo Marrero, a quem ele marcou uma clara decisão unânime (30-27, 30-27, 30-27). Durante a luta, Bader rasgou o seu ligamento colateral medial e ligamento cruzado posterior, que o manteve afastado até o próximo outono. Logo após a luta Marrero, Ryan Bader apareceu ao lado de lutador Efrain Escudero no jogo do UFC vídeo sexto, UFC 2009 Undisputed. Ele e Escudero foram disponibilizados por meio de código especial obtido por pré-encomenda do jogo a partir de Gamestop, em Setembro 10, de 2009, ele e Escudero foram disponibilizados para download na PlayStation Network e Xbox 360 Marketplace. 
Bader voltou contra Eric Schafer em 24 de outubro de 2009, no UFC 104. A luta foi dominado principalmente por Bader, que marcou com um ataque poderoso de combinações em pé e controlava a luta, a caminho de uma vitória por decisão unânime (29-26, 30-27). Em seguida foi Keith Jardine, que lutou em 21 de fevereiro de 2010 estréia do UFC na Austrália , UFC 110, Bader marcou um soco forte no Jardine cansado, montou uma joelhada voadora no peito e um gancho de esquerda às 2:10 do terceiro round foi a terceira a perda no UFC consecutivo de Jardine.
Junto com Jesse Forbes, CB Dollaway, Eric Larkin e  Aaron Simpson, Bader deixou Arizona Combat Sports para treinar em Lion's Den MMA academia em Scottsdale, Arizona em maio de 2010.
Bader garantiu  cinco vitórias seguidas no UFC, à custa de Antonio Rogerio Nogueira em UFC 119, controlando-lhe a maior parte da luta com o seu wrestling e usando seu jab e combinações curtas para parar Nogueira, todos os três juízes marcou a luta 30-27 para Bader. Quatro meses após sua vitória sobre Nogueira, Bader lutou contra  Jon Jones em 5 de fevereiro de 2011, no UFC 126, onde recebeu a primeira perda de sua carreira no MMA depois de uma guilhotina modificada no segundo round.  Bader perdeu para  Tito Ortiz em 02 de julho de 2011 em UFC 132 por uma guilhotina, Ortiz garantiu na sequência perdas de Bader.
Bader enfrentou então Jason Brilz em 19 de novembro de 2011, UFC 139. Ele derrotou Brilz às 1:17 do primeiro round por KO, aterrando um direto de direita atrás ouvido Brilz levando-o a imediatamente cair. Bader enfrentou o ex-campeão meio-pesado Quinton Jackson em 26 de fevereiro de 2012, UFC 144, mas Jackson não bateu o peso. Bader aceitou a luta em catchweight e recebeu 20% dos bolsa de Jackson. Ele venceu a luta por decisão unânime (30-27, 30-27, 30-27) para, sem dúvida, a maior vitória de sua carreira até agora. 
Após vencer Quinton Jackson no UFC 144, Bader enfrentou Lyoto Machida, que vinha de derrota para o atual campeão da categoria Jon Jones, no UFC on Fox: Shogun vs. Vera, no dia 4 de agosto de 2012, em Los Angeles, Califórnia. Bader perdeu a luta por nocaute no 2º round após levar um belo soco de direita.
Após sofrer o nocaute brutal, Bader voltou ao octógono para enfrentar Vladimir Matyushenko em 26 de Janeiro de 2013 no UFC on Fox: Johnson vs. Dodson, Bader venceu com um triângulo de braço modificado no primeiro round. A finalização foi a mais rápida da categoria no UFC.
Bader era esperado para enfrentar Glover Teixeira em 25 de Maio de 2013 no UFC 160, porém acabou se lesionando e foi substituído por James Te-Huna.
A luta contra Teixeira foi remarcada para 4 de Setembro de 2013 no UFC Fight Night: Teixeira vs. Bader, em Belo Horizonte. Ele perdeu a luta por nocaute técnico no primeiro round.
Bader enfrentou o australiano Anthony Perosh em 6 de Dezembro de 2013 no UFC Fight Night: Hunt vs. Pezão, na Austrália. Bader venceu por decisão unânime após dominar claramente seu adversário.
Bader enfrentou o brasileiro Rafael Cavalcante em 14 de Junho de 2014 no UFC 174 e venceu por decisão unânime em uma luta morna. Dias após a vitória, foi anunciado que Bader enfrentaria Ovince St. Preux em 16 de Agosto de 2014 no evento principal do UFC Fight Night: Bader vs. St. Preux. Em uma luta estratégica, Bader venceu sua terceira luta consecutiva.
Ele enfrentou Phil Davis em 24 de Janeiro de 2015 no UFC on Fox: Gustafsson vs. Johnson e venceu por decisão dividida.
Bader enfrentou o ex-campeão Rashad Evans em 3 de Outubro de 2015 no UFC 192 e o venceu por decisão unânime.
Bader agora é esperado para enfrentar o ex-desafiante Anthony Johnson em 30 de Janeiro de 2016 no UFC on Fox: Johnson vs. Bader.

## Vida pessoal
Bader e sua namorada, Daisy, se casaram no final de outubro de 2010. Eles tiveram o primeiro filho Kanon Beau Bader em abril de 2012.

## Campeonatos e realizações

### Artes Marciais Mistas
- Ultimate Fighting Championship
  - Vencedor do The Ultimate Fighter: Team Nogueira vs. Team Mir na categoria Meio-Pesado.
  - Prêmio de Finalização da Noite(Uma vez).

### Collegiate wrestling
- National Collegiate Athletic Association
  - NCAA Division I All-American por Arizona State University (2004), (2006)
  - NCAA Division I 197 lb - 4º lugar por Arizona State University (2004)
  - NCAA Division I 197 lb - 7º lugar por Arizona State University (2006)
  - Campeão Pac-10 Conference por Arizona State University (2003), (2004), (2006)

## Cartel no MMA
| Cartel no MMA   |             |            |
| 32 lutas        | 27 vitórias | 5 derrotas |
| Por nocaute     | 12          | 3          |
| Por finalização | 3           | 2          |
| Por decisão     | 12          | 0          |

| Res.    | Cartel   | Oponente                 | Método                                    | Evento                                 | Data       | Round | Tempo | Local                         | Notas |
| ------- | -------- | ------------------------ | ----------------------------------------- | -------------------------------------- | ---------- | ----- | ----- | ----------------------------- | --- |
| Vitória | 32-6 (1) | Fedor Emelianenko        | Nocaute Técnico (socos)                   | Bellator 290: Bader vs. Fedor          | 04/02/2023 | 1     | 2:30  | Inglewood, California         | Defendeu o Cinturão Peso Pesado do Bellator. |
| Vitória | 31-6 (1) | Cheick Kongo             | Decisão (unânime)                         | Bellator 280: Bader vs. Kongo 2        | 06/05/2022 | 5     | 5:00  | Paris                         | Defendeu o Cinturão Peso Pesado do Bellator; Quebrou o recorde de defesas consecutivas do cinturão (2).                                                                                |
| Vitória | 30-6 (1) | Valentin Moldavsky       | Decisão (unânime)                         | Bellator 273: Bader vs. Moldavsky      | 29/01/2022 | 5     | 5:00  | Phoenix, Arizona              | Defendeu e unificou o Cinturão Peso Pesado do Bellator. |
| Derrota | 29-6 (1) | Corey Anderson           | Nocaute Técnico (socos)                   | Bellator 268: Nemkov vs. Anglickas     | 16/10/2021 | 1     | 0:51  | Phoenix, Arizona              | Semifinal do Grande Prix dos Meio Pesados do Bellator. |
| Vitória | 29-5 (1) | Lyoto Machida            | Decisão (unânime)                         | Bellator 256: Bader vs. Machida 2      | 09/04/2021 | 5     | 5:00  | Uncasville, Connecticut       | Quartas de Final do Grande Prix dos Meio Pesados do Bellator. |
| Derrota | 28-5 (1) | Vadim Nemkov             | Nocaute Técnico (chute na cabeça e socos) | Bellator 244: Bader vs. Nemkov         | 21/08/2020 | 2     | 3:02  | Uncasville, Connecticut       | Retornou aos Meio Pesados; Perdeu o Cinturão Meio Pesado do Bellator. |
| NC      | 27-5 (1) | Cheick Kongo             | Sem Resultado (dedada acidental)          | Bellator 226: Bader vs. Kongo          | 27/09/2019 | 1     | 3:52  | San Jose, Califórnia          | Defesa do Cinturão Peso Pesado do Bellator. |
| Vitória | 27-5     | Fedor Emelianenko        | Nocaute (soco)                            | Bellator 214: Fedor vs. Bader          | 26/01/2019 | 1     | 0:35  | Inglewood, Califórnia         | Ganhou o Grand Prix dos Pesados e o Cinturão Peso Pesado Vago do Bellator; Tornou-se o primeiro lutador a ter dois cinturões de duas categorias diferentes ao mesmo tempo no Bellator. |
| Vitória | 26-5     | Matt Mitrione            | Decisão (unânime)                         | Bellator 207: Mitrione vs. Bader       | 12/10/2018 | 3     | 5:00  | Uncasville, Connecticut       | Semifinal do Grand Prix dos Pesados. |
| Vitória | 25-5     | Muhammed Lawal           | Nocaute Técnico (socos)                   | Bellator 199: Bader vs. King Mo        | 12/05/2018 | 1     | 0:15  | San José, Califórnia          | Quartas de final do Grand Prix dos Pesados; Estreia nos Pesados. |
| Vitória | 24-5     | Linton Vassell           | Nocaute Técnico (socos)                   | Bellator 186: Bader vs. Vassell        | 03/11/2017 | 2     | 3:58  | University Park, Pensilvânia  | Defendeu o Cinturão Meio Pesado do Bellator. |
| Vitória | 23-5     | Phil Davis               | Decisão (dividida)                        | Bellator NYC: Sonnen vs. Silva         | 24/06/2017 | 5     | 5:00  | Nova Iorque                   | Estreia no Bellator; Ganhou o Cinturão Meio Pesado do Bellator. |
| Vitória | 22-5     | Antônio Rogério Nogueira | Nocaute Técnico (socos)                   | UFC Fight Night: Nogueira vs. Bader II | 19/11/2016 | 3     | 3:51  | São Paulo                     | |
| Vitória | 21-5     | Ilir Latifi              | Nocaute (joelhada)                        | UFC Fight Night: Arlovski vs. Barnett  | 03/09/2016 | 2     | 2:06  | Hamburgo                      | |
| Derrota | 20-5     | Anthony Johnson          | Nocaute (socos)                           | UFC on Fox: Johnson vs. Bader          | 30/01/2016 | 1     | 1:26  | Newark, New Jersey            | |
| Vitória | 20-4     | Rashad Evans             | Decisão (unânime)                         | UFC 192 : Cormier vs. Gustafsson       | 03/10/2015 | 3     | 5:00  | Houston, Texas                | |
| Vitória | 19-4     | Phil Davis               | Decisão (dividida)                        | UFC on Fox: Gustafsson vs. Johnson     | 24/01/2015 | 3     | 5:00  | Estocolmo                     | |
| Vitória | 18-4     | Ovince St. Preux         | Decisão (unânime)                         | UFC Fight Night: Bader vs. St. Preux   | 16/08/2014 | 5     | 5:00  | Bangor, Maine                 | |
| Vitória | 17-4     | Rafael Cavalcante        | Decisão (unânime)                         | UFC 174: Johnson vs. Bagautinov        | 14/06/2014 | 3     | 5:00  | Vancouver, Colúmbia Britânica | |
| Vitória | 16-4     | Anthony Perosh           | Decisão (unânime)                         | UFC Fight Night: Hunt vs. Pezão        | 06/12/2013 | 3     | 5:00  | Brisbane, Queensland          | |
| Derrota | 15-4     | Glover Teixeira          | Nocaute Técnico (socos)                   | UFC Fight Night: Teixeira vs. Bader    | 04/09/2013 | 1     | 2:55  | Belo Horizonte                | |
| Vitória | 15-3     | Vladimir Matyushenko     | Finalização (guilhotina)                  | UFC on Fox: Johnson vs. Dodson         | 26/01/2013 | 1     | 0:50  | Chicago, Illinois             | Finalização da Noite. |
| Derrota | 14-3     | Lyoto Machida            | Nocaute (soco)                            | UFC on Fox: Shogun vs. Vera            | 04/08/2012 | 2     | 1:32  | Los Angeles, Califórnia       | |
| Vitória | 14-2     | Quinton Jackson          | Decisão (unânime)                         | UFC 144: Edgar vs Henderson            | 26/02/2012 | 3     | 5:00  | Saitama                       | Peso Casado (211 Ibs). |
| Vitória | 13-2     | Jason Brilz              | Nocaute (soco)                            | UFC 139: Shogun vs Henderson           | 19/11/2011 | 1     | 1:17  | San José, Califórnia          | |
| Derrota | 12-2     | Tito Ortiz               | Finalização (guilhotina)                  | UFC 132: Cruz vs Faber                 | 02/07/2011 | 1     | 1:56  | Las Vegas, Nevada             | |
| Derrota | 12-1     | Jon Jones                | Finalização (guilhotina)                  | UFC 126: Silva vs. Belfort             | 05/02/2011 | 2     | 4:20  | Las Vegas, Nevada             | Pelo desafiante Nº1 ao Título. |
| Vitória | 12-0     | Antônio Rogério Nogueira | Decisão (unânime)                         | UFC 119: Mir vs. Cro Cop               | 25/09/2010 | 3     | 5:00  | Indianapolis, Indiana         | |
| Vitória | 11-0     | Keith Jardine            | Nocaute (soco)                            | UFC 110: Nogueira vs. Velasquez        | 21/02/2010 | 3     | 2:10  | Sydney                        | |
| Vitória | 10-0     | Eric Schafer             | Decisão (unânime)                         | UFC 104: Machida vs. Shogun            | 24/10/2009 | 3     | 5:00  | Los Angeles, California       | |
| Vitória | 9-0      | Carmelo Marrero          | Decisão (unânime)                         | UFC Fight Night: Condit vs. Kampmann   | 01/04/2009 | 3     | 5:00  | Nashville, Tennessee          | |
| Vitória | 8-0      | Vinny Magalhães          | Nocaute Técnico (socos)                   | The Ultimate Fighter 8 Finale          | 13/12/2008 | 1     | 2:18  | Las Vegas, Nevada             | Venceu o TUF 8. |
| Vitória | 7-0      | Buckley Acosta           | Finalização (katagatame)                  | XCC 6: Western Threat                  | 05/04/2008 | 1     | 0:47  | Reno, Nevada                  | |
| Vitória | 6-0      | Brad Peterson            | Decisão (unânime)                         | IFO: Fireworks in the Cage IV          | 28/12/2007 | 3     | 5:00  | Las Vegas, Nevada             | |
| Vitória | 5-0      | Ulises Cortez            | Nocaute (suplex e socos)                  | SE: Vale Tudo                          | 27/10/2007 | 1     | N/A   | México                        | |
| Vitória | 4-0      | Dicky Chavez             | Nocaute Técnico (socos)                   | KOTC: Unstoppable                      | 15/09/2007 | 1     | 0:41  | San Carlos, Arizona           | |
| Vitória | 3-0      | Tim Peacock              | Nocaute Técnico (socos)                   | Rage in the Cage 94                    | 09/06/2007 | 2     | 2:50  | Camp Verde, Arizona           | |
| Vitória | 2-0      | David Baggett            | Finalização (mata leão)                   | Proving Grounds 1                      | 12/05/2007 | 1     | N/A   | Ilhas Cayman                  | |
| Vitória | 1-0      | Dave Covello             | Nocaute Técnico (golpes)                  | WFC: Desert Storm                      | 31/03/2007 | 1     | 2:21  | Camp Verde, Arizona           | |